# Danh sách video của BTS
Đây là danh sách video của nhóm nhạc nam Hàn Quốc BTS.

## DVD & Blu-ray (BD)
| Tên                                                                                         | Chi tiết album | Vị trí cao nhất | Vị trí cao nhất | Doanh số       | Chứng nhận   |
| Tên                                                                                         | Chi tiết album | JPN             | JPN             | Doanh số       | Chứng nhận   |
| Tên                                                                                         | Chi tiết album | DVD             | BD              | Doanh số       | Chứng nhận   |
| ------------------------------------------------------------------------------------------- | --- | --------------- | --------------- | -------------- | ------------ |
| 2014 BTS [Now]: BTS in Thailand                                                             | - Phát hành: 24 tháng 4, 2014 - Hãng đĩa: Big Hit - Định dạng: DVD + Photobook                                                                           | —               | —               | —              | —            |
| 1st Japan Showcase –Next Stage– in Zepp Tokyo                                               | - Phát hành: 27 tháng 8, 2014 (JPN) - Hãng đĩa: Big Hit, Pony Canyon - Định dạng: DVD                                                                    | —               | —               | —              | —            |
| BTS 2015 Season's Greetings                                                                 | - Phát hành: 3 tháng 12, 2014 - Hãng đĩa: Big Hit - Định dạng: DVD                                                                                       | —               | —               | —              | —            |
| 2015 BTS [Now2]: BTS in Europe ＆ America                                                   | - Phát hành: 16 tháng 2, 2015 - Hãng đĩa: Big Hit - Định dạng: DVD + Photobook                                                                           | —               | —               | —              | —            |
| Rookie King Bangtan Boys Channel Bangtan                                                    | - Phát hành: 18 tháng 3, 2015 (JPN) - Hãng đĩa: Big Hit, Pony Canyon - Định dạng: DVD                                                                    | 37              | —               | —              | —            |
| 1st Japan Tour 2015 Wake Up: Open Your Eyes                                                 | - Phát hành: 20 tháng 5, 2015 (JPN) - Hãng đĩa: Big Hit, Pony Canyon - Định dạng: 2 DVDs, BD                                                             | 8               | 6               | - JPN: 8,121+  | —            |
| BTS Memories of 2014                                                                        | - Phát hành: 16 tháng 6, 2015 - Hãng đĩa: Big Hit - Định dạng: 3 DVDs                                                                                    | 3               | —               | - JPN: 2,601+  | —            |
| BTS Summer Package in Kota Kinabalu 2015                                                    | - Phát hành: 22 tháng 7, 2015 - Hãng đĩa: Big Hit - Định dạng: DVD + Photobook                                                                           | —               | —               | —              | —            |
| BTS 2016 Season's Greetings                                                                 | - Phát hành: 9 tháng 12, 2015 - Hãng đĩa: Big Hit - Định dạng: DVD                                                                                       | —               | —               | —              | —            |
| BTS Japan Official Fan Meeting Vol.2 –Undercover Mission–                                   | - Phát hành: 13 tháng 1, 2016 (JPN) - Hãng đĩa: Big Hit, Pony Canyon - Định dạng: 2 DVDs + Photobook                                                     | —               | —               | —              | —            |
| 2015 BTS Live 화양연화 on Stage Concert DVD                                                 | - Phát hành: 23 tháng 2, 2016 - Hãng đĩa: Big Hit - Định dạng: 3 DVDs + Photobook                                                                        | —               | —               | - 25,000       | —            |
| 2015 BTS Live <花様年華 on stage> ~Japan Edition~ at Yokohama Arena                         | - Phát hành: 15 tháng 3, 2016 (JPN) - Hãng đĩa: Big Hit, Pony Canyon - Định dạng: 2 DVDs, Blu-ray                                                        | 6               | 5               | - JPN: 16,597  | —            |
| 2016 BTS [Now3]: BTS in Chicago – Dreaming Days                                             | - Phát hành: 5 tháng 4, 2016 - Hãng đĩa: Big Hit - Định dạng: DVD + Photobook                                                                            | —               | —               | - 45,000       | —            |
| BTS Memories of 2015                                                                        | - Phát hành: 21 tháng 6, 2016 - Hãng đĩa: Big Hit - Định dạng: 4 DVDs + Photobook                                                                        | 6               | 5               | - JPN: 3,924   | —            |
| BTS Summer Package in Dubai 2016                                                            | - Phát hành: 12 tháng 8, 2016 - Hãng đĩa: Big Hit - Định dạng: DVD + Photobook                                                                           | —               | —               | —              | —            |
| BTS 2017 Season's Greetings                                                                 | - Phát hành: 9 tháng 12, 2016 - Hãng đĩa: Big Hit - Định dạng: DVD                                                                                       | —               | —               | —              | —            |
| 2016 BTS Live <花様年華 on stage：Epilogue> ~Japan Edition~                                 | - Phát hành: 18 tháng 1, 2017 (JPN) - Hãng đĩa: Big Hit, Pony Canyon - Định dạng: 2 DVDs + Photobook                                                     | 2               | 3               | - JPN: 23,565  | —            |
| 2016 BTS Live 화양연화 on Stage: Epilogue Concert DVD                                       | - Phát hành: 18 tháng 1, 2017 - Hãng đĩa: Big Hit - Định dạng: 3 DVDs + Photobook                                                                        | —               | —               | —              | —            |
| BTS 3rd Muster [Army.Zip+]                                                                  | - Phát hành: 18 tháng 1, 2017 - Hãng đĩa: Big Hit - Định dạng: 3 DVDs + Photobook + Storybook                                                            | —               | —               | —              | —            |
| BTS Japan Official Fanmeeting Vol.3 ～君に届く～                                            | - Phát hành: 28 tháng 6, 2017 (JPN) - Hãng đĩa: Big Hit, Play - Định dạng: 3 DVDs + Photobook                                                            | 3               | —               | - JPN: 10,021  | —            |
| BTS Memories of 2016                                                                        | - Phát hành: 31 tháng 7, 2017 - Hãng đĩa: Big Hit - Định dạng: 4 DVDs + Photobook                                                                        | 1               | —               | —              | —            |
| 2017 BTS Summer Package Vol.3                                                               | - Phát hành: 22 tháng 8, 2017 - Hãng đĩa: Big Hit - Định dạng: 4 DVDs + Photobook                                                                        | 1               | —               | —              | —            |
| 2017 BTS Live Trilogy Episode III The Wings Tour in Seoul                                   | - Phát hành: 1 tháng 12, 2017 - Hãng đĩa: Big Hit - Định dạng: DVD + Photobook                                                                           | —               | —               | - 30,464       | —            |
| BTS 2018 Season's Greetings                                                                 | - Phát hành: 15 tháng 12, 2017 - Hãng đĩa: Big Hit - Định dạng: DVD                                                                                      | —               | —               | —              | —            |
| 2017 BTS Live Trilogy Episode III The Wings Tour ~ Japan Edition ~                          | - Phát hành: 27 tháng 12, 2017 - Hãng đĩa: Big Hit, Universal - Định dạng: 2 DVDs, Blu-ray (cả hai với Photobook)                                        | 2               | 1               | - JPN: 80,685  | —            |
| BTS Memories of 2017                                                                        | - Phát hành: 27 tháng 6, 2018 (KOR) & 4 tháng 7, 2018 (JPN) - Hãng đĩa: Big Hit, Play, Genie, Universal - Định dạng: 5 DVDs + Photobook                  | 2               | —               | - JPN: 37,797  | —            |
| 2017 BTS Live Trilogy Episode III The Wings Tour in Japan –Special Edition– at Kyocera Dome | - Phát hành: 11 tháng 7, 2018 (JPN) - Hãng đĩa: Big Hit, Universal - Định dạng: DVD, Blu-ray (cả hai với Photobook)                                      | 1               | 3               | - JPN: 85,308  | —            |
| 2018 BTS Summer Package Vol. 4                                                              | - Phát hành: 14 tháng 8, 2018 (KOR) & 29 tháng 8, 2018 (JPN) - Hãng đĩa: Big Hit, Play, Genie, Universal - Định dạng: DVD + Photobook                    | 2               | —               | - JPN: 45,939  | —            |
| BTS 4th MUSTER [Happy Ever After]                                                           | - Phát hành: 31 tháng 10, 2018 - Hãng đĩa: Big Hit - Định dạng: 3 DVDs + Photobook                                                                       | 2               | 4               | - JPN: 52,798  | —            |
| BTS 2019 Season's Greetings                                                                 | - Phát hành: 28 tháng 12, 2018 - Hãng đĩa: Big Hit - Định dạng: DVD                                                                                      | _               | _               |                | —            |
| BTS World Tour: Love Yourself in Seoul                                                      | - Phát hành: 27 tháng 3, 2019 - Hãng đĩa: Big Hit - Định dạng: DVD, Blu-ray (cả hai với Photobook)                                                       | 1               | 1               | - JPN: 57,099  | —            |
| BTS World Tour: Love Yourself in New York                                                   | - Phát hành: 27 tháng 5, 2019 - Hãng đĩa: Big Hit - Định dạng: DVD, Blu-ray (cả hai với Photobook)                                                       | _               | _               |                | —            |
| BTS World Tour: Love Yourself in Europe                                                     | - Phát hành: 27 tháng 5, 2019 - Hãng đĩa: Big Hit - Định dạng: DVD, Blu-ray (cả hai với Photobook)                                                       | _               | _               |                | —            |
| BTS Memories of 2018                                                                        | - Phát hành: 8 tháng 8, 2019 - Hãng đĩa: Big Hit - Định dạng: DVD, Blu-ray (cả hai với Photobook)                                                        | 3               | 2               | - JPN: 55,574  | —            |
| 2019 BTS Summer Package                                                                     | - Phát hành: 26 tháng 9, 2019 - Hãng đĩa: Big Hit, Play, beNX - Định dạng: DVD + Photobook                                                               | 1               | —               | - JPN: 61,667  | —            |
| BTS World Tour: Love Yourself ~Japan Edition~                                               | - Phát hành: 9 tháng 10, 2019 - Hãng đĩa: Big Hit, Universal - Định dạng: DVD, Blu-ray (cả hai với Photobook)                                            | 1               | 2               | - JPN: 111,529 | —            |
| BTS 2020 Season's Greetings                                                                 | - Phát hành: 19 tháng 12, 2019 - Hãng đĩa: Big Hit, Play - Định dạng: DVD                                                                                | 1               | —               | - JPN: 49,729  | —            |
| BTS World Tour - Love Yourself: Speak Yourself in Sao Paulo                                 | - Phát hành: 30 tháng 12, 2019 - Hãng đĩa: Big Hit Three Sixty & Play - Định dạng: DVD + Photobook                                                       | 3               | —               | - JPN: 13,157  | —            |
| BTS 2020 Winter Package                                                                     | - Phát hành: 29 tháng 1, 2020 - Hãng đĩa: Big Hit Three Sixty, Play - Định dạng: DVD + Photobook                                                         | 1               | —               | - JPN: 61,009  | —            |
| BTS 5th MUSTER [Magic Shop]                                                                 | - Phát hành: 7 tháng 4, 2020 (DVD) / 5 tháng 5, 2020 (Blu-ray) - Hãng đĩa: Big Hit Three Sixty, Play - Định dạng: DVD, Blu-ray (cả hai với Photobook)    | 2               | 4               | - JPN: 59,320  | —            |
| BTS World Tour 'Love Yourself: Speak Yourself' - Japan Edition                              | - Phát hành: 15 tháng 4, 2020 - Hãng đĩa: Big Hit Three Sixty - Định dạng: DVD, Blu-ray (cả hai với Photobook)                                           | 1               | 1               | - JPN: 118,426 | —            |
| BTS Memories of 2019                                                                        | - Phát hành:12 tháng 8, 2020 (DVD) / 10 tháng 9, 2020 (Blu-ray) - Hãng đĩa: Big Hit Three Sixty, Play - Định dạng: DVD, Blu-ray (cả hai với Photobook)   | 1               | 2               | - JPN: 96,850  | —            |
| BTS Japan Official Fanmeeting Vol.5 [Magic Shop]                                            | - Phát hành: 26 tháng 8, 2020 (DVD) / 25 tháng 9, 2020 (Blu-ray) - Hãng đĩa: Big Hit Three Sixty, Play - Định dạng: DVD, Blu-ray (cả hai với Photobook)  | 1               | 1               | - JPN: 75,792  | —            |
| BTS World Tour 'Love Yourself: Speak Yourself' London                                       | - Phát hành: 24 tháng 9, 2020 (DVD) / 21 tháng 10, 2020 (Blu-ray) - Hãng đĩa: Big Hit Three Sixty, Play - Định dạng: DVD, Blu-ray (cả hai với Photobook) | 2               | 4               | - JPN: 26,722  | —            |
| BTS 2021 Season's Greetings                                                                 | - Phát hành: 15 tháng 12, 2020 - Hãng đĩa: Big Hit Three Sixty, Play - Định dạng: DVD + Photobook                                                        | 1               | —               | - JPN: 95,799  | —            |
| BTS 2021 Winter Package                                                                     | - Phát hành: 5 tháng 3, 2021 - Hãng đĩa: Big Hit Three Sixty, Play - Định dạng: DVD + Photobook                                                          | 2               | —               | - JPN: 123,073 | —            |
| BTS Memories of 2020                                                                        | - Phát hành: 9 tháng 8, 2021 (DVD) / 13 tháng 8, 2021 (Blu-ray) - Hãng đĩa: Big Hit Three Sixty, Play - Định dạng: DVD, Blu-ray (cả hai với Photobook)   | 1               | 2               | - JPN: 119,378 | - RIAJ: Vàng |
| BTS Map of the Soul ON:E                                                                    | - Phát hành: 23 tháng 9, 2021 (DVD) / 27 tháng 10, 2021 (Blu-ray) (JPN) - Hãng đĩa: Big Hit, Hybe, Play - Định dạng: DVD, Blu-ray (cả hai với Photobook) | 1               | 1               | - JPN: 163,199 | - RIAJ: Vàng |

## Video âm nhạc

### Như nghệ sĩ chính
| Video âm nhạc                                                                  | Năm  | Đạo diễn                                                              | Thời lượng | Ghi chú                                                  | Nguồn   |
| ------------------------------------------------------------------------------ | ---- | --------------------------------------------------------------------- | ---------- | -------------------------------------------------------- | ------- |
| "No More Dream" (노 모어 드림)                                                 | 2013 | Hong Won-ki (Zanybros)                                                | 4:50       | —                                                        | [ 63 ]  |
| "No More Dream" (Dance Ver.)                                                   | 2013 | Hong Won-ki (Zanybros)                                                | 4:01       | —                                                        | [ 63 ]  |
| "We Are Bulletproof Pt2" (위 아 불렛프루프 Pt.2)                               | 2013 | Hong Won-ki (Zanybros)                                                | 3:52       | —                                                        | [ 64 ]  |
| "N.O" (엔.오)                                                                  | 2013 | Hong Won-ki (Zanybros)                                                | 4:04       | —                                                        | [ 65 ]  |
| "Boy In Luv" (상남자)                                                          | 2014 | Choi Yongseok & Edie Ko (Lumpens)                                     | 4:42       | —                                                        | [ 66 ]  |
| "Boy In Luv" (Dance Ver.) (상남자)                                             | 2014 | Choi Yongseok & Edie Ko (Lumpens)                                     | 4:00       | —                                                        | [ 66 ]  |
| "Just One Day (하루만)                                                         | 2014 | Lumpens                                                               | 4:09       | —                                                        | [ 67 ]  |
| "Just One Day" (Dance Ver.)                                                    | 2014 | Lumpens                                                               | 4:01       | —                                                        | [ 67 ]  |
| "Just One Day" (Facial Expression Ver.)                                        | 2014 | Lumpens                                                               | 4:01       | —                                                        | [ 67 ]  |
| "Just One Day" (One-Take Ver.)                                                 | 2014 | Lumpens                                                               | 4:01       | —                                                        | [ 67 ]  |
| "No More Dream" (Japanese Ver.)                                                | 2014 | Choi Yongseok (Lumpens)                                               | 3:50       | —                                                        | [ 68 ]  |
| "Boy in Luv" (Japanese Ver.)                                                   | 2014 | Choi Yongseok (Lumpens)                                               | 3:56       | —                                                        | [ 69 ]  |
| "Danger"                                                                       | 2014 | Choi Yongseok (Lumpens)                                               | 4:52       | —                                                        | [ 70 ]  |
| "War of Hormone (호르몬 전쟁)"                                                 | 2014 | Hong Won-ki (Zanybros)                                                | 4:59       | —                                                        | [ 71 ]  |
| "Danger (Japanese Ver.)"                                                       | 2014 | Edie Ko (Lumpens)                                                     | 4:12       | —                                                        | [ 72 ]  |
| "I Need U"                                                                     | 2015 | Lumpens                                                               | 3:40       | Nội dung BU đã được chứng nhận bởi Big Hit Entertainment | [ 73 ]  |
| "I Need U (Original Ver.)"                                                     | 2015 | Choi Yongseok (Lumpens)                                               | 5:33       | Nội dung BU đã được chứng nhận bởi Big Hit Entertainment | [ 73 ]  |
| "For You"                                                                      | 2015 | Hong Won-ki (Zanybros)                                                | 5:07       | —                                                        | [ 74 ]  |
| "For You (Dance Ver.)"                                                         | 2015 | Hong Won-ki (Zanybros)                                                | 4:46       | —                                                        | [ 75 ]  |
| "Dope (쩔어)"                                                                  | 2015 | Woogie Kim (GDW)                                                      | 4:17       | —                                                        | [ 76 ]  |
| "Run"                                                                          | 2015 | Choi Yongseok & Edie Ko (Lumpens)                                     | 7:31       | Nội dung BU đã được chứng nhận bởi Big Hit Entertainment | [ 77 ]  |
| "I Need U (Japanese Ver.)"                                                     | 2015 | Edie Ko (Lumpens)                                                     | 3:39       | Nội dung BU đã được chứng nhận bởi Big Hit Entertainment | [ 78 ]  |
| "Run (Japanese Ver.)"                                                          | 2016 | Lumpens                                                               | 3:56       | Nội dung BU đã được chứng nhận bởi Big Hit Entertainment | [ 79 ]  |
| "Epilogue: Young Forever"                                                      | 2016 | Woogie Kim (GDW)                                                      | 3:26       | Nội dung BU đã được chứng nhận bởi Big Hit Entertainment | [ 80 ]  |
| "Fire (불타오르네)"                                                            | 2016 | Lumpens                                                               | 4:55       | —                                                        | [ 81 ]  |
| "Fire (불타오르네) (Dance Ver.)"                                               | 2016 | Lumpens                                                               | 3:38       | —                                                        | [ 81 ]  |
| "Save Me"                                                                      | 2016 | Woogie Kim (GDW)                                                      | 3:37       | —                                                        | [ 82 ]  |
| "Blood Sweat & Tears" (피 땀 눈물)                                             | 2016 | Lumpens                                                               | 6:04       | Nội dung BU đã được chứng nhận bởi Big Hit Entertainment | [ 83 ]  |
| "Spring Day" (봄날)                                                            | 2017 | Lumpens                                                               | 5:29       | —                                                        | [ 85 ]  |
| "Not Today"                                                                    | 2017 | Woogie Kim (GDW)                                                      | 4:50       | —                                                        | [ 86 ]  |
| "Not Today (Choreography Version)"                                             | 2017 | Woogie Kim (GDW)                                                      | 8:02       | —                                                        | [ 87 ]  |
| "Blood Sweat & Tears" (Japanese Ver.) (血、汗、涙)                             | 2017 | Choi Yongseok (Lumpens)                                               | 4:12       | Nội dung BU đã được chứng nhận bởi Big Hit Entertainment | [ 88 ]  |
| "Come Back Home"                                                               | 2017 | Hong Won-ki (Zanybros)                                                | 4:31       | Seotaiji 25 Project - "Time:Traveler"                    | [ 89 ]  |
| "DNA"                                                                          | 2017 | Choi Yongseok (Lumpens)                                               | 4:16       | —                                                        | [ 90 ]  |
| "MIC Drop (Steve Aoki Remix)"                                                  | 2017 | Woogie Kim (GDW)                                                      | 4:34       | —                                                        | [ 92 ]  |
| "MIC Drop -Japanese ver.- (Short ver.)"                                        | 2017 | Woogie Kim (GDW)                                                      | 2:21       | —                                                        | [ 92 ]  |
| "MIC Drop -Japanese ver."                                                      | 2017 | Woogie Kim (GDW)                                                      | 4:29       | —                                                        | [ 92 ]  |
| "With Seoul"                                                                   | 2017 | Không xác định                                                        | 5:08       | Video quảng bá cho Seoul                                 | [ 93 ]  |
| "Fake Love"                                                                    | 2018 | Choi Yongseok (Lumpens)                                               | 5:19       | Nội dung BU đã được chứng nhận bởi Big Hit Entertainment | [ 95 ]  |
| "Fake Love" – (Extended ver.)                                                  | 2018 | Choi Yongseok (Lumpens)                                               | 6:22       | Nội dung BU đã được chứng nhận bởi Big Hit Entertainment | [ 96 ]  |
| "Idol"                                                                         | 2018 | Choi Yongseok (Lumpens)                                               | 3:52       | —                                                        | [ 97 ]  |
| "Idol" (hợp tác với Nicki Minaj)                                               | 2018 | Choi Yongseok (Lumpens)                                               | 4:55       | —                                                        | [ 98 ]  |
| "Airplane pt.2 (Japanese Ver.)"                                                | 2018 | Choi Yongseok (Lumpens)                                               | 3:47       | —                                                        | [ 99 ]  |
| "작은 것들을 위한 시 (Boy with Luv)" (hợp tác với Halsey)                      | 2019 | Choi Yongseok (Lumpens)                                               | 4:12       | —                                                        | [ 100 ] |
| "작은 것들을 위한 시 (Boy with Luv)" (hợp tác với Halsey) (ARMY with Luv Ver.) | 2019 | Choi Yongseok (Lumpens)                                               | 4:03       | —                                                        | [ 101 ] |
| "Heartbeat"                                                                    | 2019 | Không xác định                                                        | 4:16       | Nhạc phim gốc cho BTS World                              | [ 102 ] |
| "Lights"                                                                       | 2019 | Doori Kwak (GDW)                                                      | 5:26       | N/A                                                      | [ 103 ] |
| "Make It Right (hợp tác với Lauv)"                                             | 2019 | Guzza (Lumpens)                                                       | 4:17       | N/A                                                      | [ 104 ] |
| "Make It Right (Vertical ver.)"                                                | 2019 | Guzza (Lumpens)                                                       | 4:00       | N/A                                                      | [ 105 ] |
| " 'ON' Kinetic Manifesto Film : Come Prima"                                    | 2020 | Choi Yongseok (Lumpens)                                               | 4:58       | N/A                                                      | [ 106 ] |
| "ON"                                                                           | 2020 | Choi Yongseok (Lumpens)                                               | 5:54       | N/A                                                      | [ 107 ] |
| "Black Swan"                                                                   | 2020 | Choi Yongseok (Lumpens)                                               | 3:37       | N/A                                                      | [ 108 ] |
| "We are Bulletproof: the Eternal"                                              | 2020 | Wonmo Seong                                                           | 4:33       | 2020 BTS Festa                                           | [ 109 ] |
| "Stay Gold"                                                                    | 2020 | Ko Yoo Jeong                                                          | 4:15       | —                                                        | [ 110 ] |
| "Dynamite"                                                                     | 2020 | Choi Yongseok & Yoon Jihye (Lumpens)                                  | 3:44       | Đĩa đơn tiếng Anh đầu tiên                               | [ 111 ] |
| "Dynamite (B-side)"                                                            | 2020 | Choi Yongseok & Yoon Jihye (Lumpens)                                  | 3:47       | Đĩa đơn tiếng Anh đầu tiên                               | [ 112 ] |
| "Dynamite ('70s remix)"                                                        | 2020 | Choi Yongseok & Yoon Jihye (Lumpens)                                  | 3:21       | Đĩa đơn tiếng Anh đầu tiên                               | [ 113 ] |
| "Dynamite (Choreography ver.)"                                                 | 2020 | Choi Yongseok & Yoon Jihye (Lumpens)                                  | 3:26       | Đĩa đơn tiếng Anh đầu tiên                               | [ 114 ] |
| "Life Goes On"                                                                 | 2020 | Jeon Jungkook, Choi Yongseok (Lumpens) & Yoon Jihye (Lumpens)         | 3:50       | —                                                        | [ 115 ] |
| "Life Goes On: on my pillow"                                                   | 2020 | Jeon Jungkook, Choi Yongseok (Lumpens) & Yoon Jihye (Lumpens)         | 3:36       | —                                                        | [ 116 ] |
| "Life Goes On: in the forest"                                                  | 2020 | Jeon Jungkook, Choi Yongseok (Lumpens) & Yoon Jihye (Lumpens)         | 3:36       | —                                                        | [ 117 ] |
| "Life Goes On: like an arrow"                                                  | 2020 | Jeon Jungkook, Nu Kim, Choi Yongseok (Lumpens) & Yoon Jihye (Lumpens) | 3:36       | —                                                        | [ 118 ] |
| "Film Out"                                                                     | 2021 | Choi Yongseok (Lumpens)                                               | 3:48       | —                                                        | [ 119 ] |
| "Butter"                                                                       | 2021 | Choi Yongseok (Lumpens)                                               | 3:02       | Đĩa đơn tiếng Anh thứ hai                                | [ 120 ] |
| "Butter (Hotter Remix)"                                                        | 2021 | Choi Yongseok (Lumpens)                                               | 3:15       | Đĩa đơn tiếng Anh thứ hai                                | [ 121 ] |
| "Butter (Cooler Remix)"                                                        | 2021 | Choi Yongseok (Lumpens)                                               | 3:02       | Đĩa đơn tiếng Anh thứ hai                                | [ 122 ] |
| "Permission to Dance"                                                          | 2021 | Choi Yongseok (Lumpens) & Woogie Kim (MOTHER)                         | 5:00       | Đĩa đơn tiếng Anh thứ ba                                 | [ 123 ] |

### Như nghệ sĩ góp giọng
| Video                                                                           | Year | Thời lượng | Ghi chú | Nguồn   |
| ------------------------------------------------------------------------------- | ---- | ---------- | ------- | ------- |
| "Danger (Mo-Blue-Mix)" (BTS và Thanh Bui)                                       | 2014 | 4:43       | —       | [ 124 ] |
| "Waste It on Me" (Steve Aoki hợp tác với BTS)                                   | 2018 | 3:12       | —       | [ 125 ] |
| "Who (Official Visualiser)" (Lauv hợp tác với BTS)                              | 2020 | 3:00       | —       | [ 126 ] |
| "Savage Love (Laxed – Siren Beat) (BTS Remix)" (Jawsh 685, Jason Derulo và BTS) | 2020 | 3:06       | —       | [ 127 ] |

### Video khác
| Video                                                          | Năm  | Đạo diễn                            | Thời lượng | Ghi chú                                               | Nguồn   |
| -------------------------------------------------------------- | ---- | ----------------------------------- | ---------- | ----------------------------------------------------- | ------- |
| "Debut Trailer"                                                | 2013 | Không xác định                      | 0:46       | —                                                     | [ 128 ] |
| "O!RUL8,2? Comeback Trailer"                                   | 2013 | Không xác định                      | 2:16       | —                                                     | [ 129 ] |
| "Skool Luv Affair 'Skool Luv Affair' Comeback Trailer"         | 2014 | Không xác định                      | 1:36       | —                                                     | [ 130 ] |
| "DARK & WILD 'What Am I To You' Comeback Trailer"              | 2014 | Không xác định                      | 2:53       | —                                                     | [ 131 ] |
| "2014 LIVE TRILOGY: EPISODE II. The Red Bullet Teaser"         | 2015 | Không xác định                      | 0:46       | —                                                     | [ 132 ] |
| "2015 BTS LIVE TRILOGY: EPISODE I. BTS Begins Official Teaser" | 2015 | Không xác định                      | 0:31       | —                                                     | [ 133 ] |
| "화양연화 pt.1 '花樣年華' Comeback Trailer"                    | 2015 | Không xác định                      | 2:12       | —                                                     | [ 134 ] |
| "화양연화 on stage: prologue"                                  | 2015 | Không xác định                      | 11:57      | Nội dung BU được chứng nhận bởi Big Hit Entertainment | [ 135 ] |
| "화양연화 pt.2 'Never Mind' Comeback Trailer"                  | 2015 | Không xác định                      | 2:26       | —                                                     | [ 136 ] |
| "WINGS Short Film #1 BEGIN"                                    | 2016 | Choi Yongseok (Lumpens)             | 2:35       | Nội dung BU được chứng nhận bởi Big Hit Entertainment | [ 137 ] |
| "WINGS Short Film #2 LIE"                                      | 2016 | Choi Yongseok (Lumpens)             | 2:33       | Nội dung BU được chứng nhận bởi Big Hit Entertainment | [ 138 ] |
| "WINGS Short Film #3 STIGMA"                                   | 2016 | Choi Yongseok (Lumpens)             | 3:18       | Nội dung BU được chứng nhận bởi Big Hit Entertainment | [ 139 ] |
| "WINGS Short Film #4 FIRST LOVE"                               | 2016 | Choi Yongseok (Lumpens)             | 2:57       | Nội dung BU được chứng nhận bởi Big Hit Entertainment | [ 140 ] |
| "WINGS Short Film #5 REFLECTION"                               | 2016 | Choi Yongseok (Lumpens)             | 3:02       | Nội dung BU được chứng nhận bởi Big Hit Entertainment | [ 141 ] |
| "WINGS Short Film #6 MAMA"                                     | 2016 | Choi Yongseok (Lumpens)             | 2:51       | Nội dung BU được chứng nhận bởi Big Hit Entertainment | [ 142 ] |
| "WINGS Short Film #7 AWAKE"                                    | 2016 | Choi Yongseok (Lumpens)             | 5:19       | Nội dung BU được chứng nhận bởi Big Hit Entertainment | [ 143 ] |
| "WINGS 'Boy Meets Evil' Comeback Trailer"                      | 2016 | GDW                                 | 2:52       | —                                                     | [ 144 ] |
| "2017 BTS live Trilogy Episode III. The Wings Tour Trailer"    | 2016 | Không xác định                      | 1:52       | —                                                     | [ 145 ] |
| "Love Yourself Highlight Reel '起'"                            | 2017 | Choi Yongseok (Lumpens)             | 4:54       | Nội dung BU được chứng nhận bởi Big Hit Entertainment | [ 146 ] |
| "Love Yourself Highlight Reel '承'"                            | 2017 | Choi Yongseok (Lumpens)             | 3:31       | Nội dung BU được chứng nhận bởi Big Hit Entertainment | [ 147 ] |
| "Love Yourself Highlight Reel '轉'"                            | 2017 | Choi Yongseok (Lumpens)             | 3:01       | Nội dung BU được chứng nhận bởi Big Hit Entertainment | [ 148 ] |
| "Love Yourself Highlight Reel '起承轉结'"                      | 2017 | Choi Yongseok (Lumpens)             | 13:03      | Nội dung BU được chứng nhận bởi Big Hit Entertainment | [ 149 ] |
| "LOVE YOURSELF 承 Her 'Serendipity' Comeback Trailer"          | 2017 | Choi Yongseok & Lee WonJu (Lumpens) | 2:31       | —                                                     | [ 150 ] |
| "LOVE MYSELF Campaign Video"                                   | 2017 | Không xác định                      | 1:09       | —                                                     | [ 151 ] |
| "Euphoria: Theme of Love Yourself 起 'Wonder'"                 | 2018 | Choi Yongseok (Lumpens)             | 8:52       | Nội dung BU được chứng nhận bởi Big Hit Entertainment | [ 152 ] |
| "LOVE YOURSELF 轉 Tear 'Singularity' Comeback Trailer"         | 2018 | Choi Yongseok (Lumpens)             | 3:32       | —                                                     | [ 153 ] |
| "LOVE YOURSELF 結 Answer 'Epiphany' Comeback Trailer"          | 2018 | Choi Yongseok (Lumpens)             | 4:21       | Nội dung BU được chứng nhận bởi Big Hit Entertainment | [ 154 ] |
| "MAP OF THE SOUL: PERSONA 'Persona' Comeback Trailer"          | 2019 | Choi Yongseok (Lumpens)             | 2:58       | —                                                     | [ 155 ] |
| "LOVE MYSELF Global Campaign Video"                            | 2019 | Không xác định                      | 2:29       | —                                                     | [ 156 ] |
| "MAP OF THE SOUL: 7 'Interlude: Shadow' Comeback Trailer"      | 2020 | Oui Kim (OUI)                       | 2:59       | —                                                     | [ 157 ] |
| "'Black Swan' Art Film performed by MN Dance Company"          | 2020 | Choi Yongseok (Lumpens)             | 5:30       | —                                                     | [ 158 ] |
| "MAP OF THE SOUL: 7 'Outro: Ego' Comeback Trailer"             | 2020 | YooJeong Ko                         | 3:23       | —                                                     | [ 159 ] |

## Triển lãm
| Năm  | Tên                                               | Quốc gia   | Nguồn   |
| ---- | ------------------------------------------------- | ---------- | ------- |
| 2015 | "Butterfly Dream: BTS Open Media Exhibition"      | Hàn Quốc   | [ 160 ] |
| 2018 | "BTS Exhibition: 24/7=Serendipity (Five, Always)" | Hàn Quốc   | [ 161 ] |
| 2019 | "BTS Exhibition: 24/7=Serendipity (Five, Always)" | Trung Quốc | [ 162 ] |
| 2019 | "BTS Exhibition: 24/7=Serendipity (Five, Always)" | Hoa Kỳ     | [ 163 ] |
| 2021 | "BTS Museum"                                      | Hàn Quốc   | [ 164 ] |

## Phim điện ảnh
| Năm  | Tên                          | Vai      | Nguồn   |
| ---- | ---------------------------- | -------- | ------- |
| 2018 | Burn the Stage: The Movie    | Bản thân | [ 165 ] |
| 2019 | Love Yourself in Seoul       | Bản thân | [ 166 ] |
| 2019 | Bring the Soul: The Movie    | Bản thân | [ 167 ] |
| 2020 | Break the Silence: The Movie | Bản thân | [ 168 ] |

## Chương trình truyền hình
| Năm  | Tên                           | Kênh         | Ghi chú                                                    | Nguồn           |
| ---- | ----------------------------- | ------------ | ---------------------------------------------------------- | --------------- |
| 2013 | Rookie King: Channel Bangtan  | SBS MTV      | Chương trình thực tế dựa trên BTS, 8 tập                   | [ 169 ]         |
| 2014 | BTS China Job                 | YinYueTai    | Chương trình thực tế dựa trên BTS, 3 tập                   | [ 170 ]         |
| 2014 | American Hustle Life          | Mnet         | Chương trình thực tế dựa trên BTS, 8 tập                   | [ 171 ]         |
| 2014 | BTS GO!                       | Mnet America | Chương trình thực tế dựa trên BTS, tập 7                   | [ 172 ]         |
| 2018 | Run BTS!                      | Mnet         | 8 tập                                                      | [ 173 ]         |
| 2019 | Run BTS!                      | JTBC, JTBC2  |                                                            | [ 174 ] [ 175 ] |
| 2020 | Run BTS!                      | Mnet         | 8 tập                                                      | [ 176 ]         |
| 2020 | In The SOOP BTS Ver.          | JTBC         | Chương trình thực tế dựa trên BTS, 8 tập                   | [ 177 ]         |
| 2021 | Let's BTS                     | KBS2         | Chương trình trò chuyện đặc biệt dài 100 phút dựa trên BTS | [ 178 ]         |
| 2021 | In The SOOP BTS Ver. Season 2 | JTBC         | Chương trình thực tế dựa trên BTS                          | [ 179 ]         |

## Chương trình trực tuyến
| Năm       | Tên                            | Kênh            | Ghi chú                                                                               | Nguồn           |
| --------- | ------------------------------ | --------------- | ------------------------------------------------------------------------------------- | --------------- |
| 2015      | BTS Bokbulbok                  | V Live          | 5 tập                                                                                 | [ 180 ]         |
| 2015–2017 | BTS Gayo                       | V Live          | 15 tập                                                                                | [ 181 ]         |
| 2015–nay  | Run BTS!                       | V Live          | 3 mùa                                                                                 | [ 182 ]         |
| 2016–nay  | BTS: Bon Voyage                | V Live, Weverse | 4 mùa, 8 tập mỗi mủa                                                                  | [ 183 ] [ 184 ] |
| 2018      | Burn the Stage                 | YouTube Premium | Phim tài liệu về The Wings Tour của BTS, 8 tập                                        | [ 185 ]         |
| 2019      | Bring the Soul: Docu-series    | Weverse         | Phim tài liệu về Love Yourself World Tour của BTS, 6 tập                              | [ 186 ]         |
| 2020      | Learn Korean With BTS          | Weverse         | 30 tập                                                                                | [ 187 ] [ 188 ] |
| 2020      | Break the Silence: Docu-Series | Weverse         | Phim tài liệu về Love Yourself World Tour và Speak Yourself World Tour của BTS, 7 tập | [ 189 ] [ 190 ] |
| 2020      | In The SOOP BTS Ver.           | Weverse         | Chương trình thực tế dựa trên BTS, 8 tập                                              | [ 191 ]         |
| 2021      | BTS Smash.City                 | Smash. app      | Chuỗi video dựa trên ứng dụng Nhật Bản                                                | [ 192 ]         |
| 2021      | In The SOOP BTS Ver. Season 2  | Weverse         | Chương trình thực tế dựa trên BTS                                                     | [ 193 ]         |